# Museo del Fram
El Museo del Fram o  Frammuseet es un museo situado en la isla de Bygdøy, en Oslo, Noruega, que tiene como atracción principal el navío polar Fram, construido en 1892. 
El museo hace homenaje a la exploración polar noruega y los tres grandes exploradores polares noruegos Fridtjof Nansen, Otto Sverdrup y Roald Amundsen.
El navío Fram que se muestra es el original, con su interior intacto. Los visitantes pueden entrar al navío y observarlo por dentro.
El museo cuenta la historia de la exploración polar noruega, que se compara con la historia mundial de investigación sobre las regiones polares. 
El museo presenta también imágenes de fauna de las regiones polares, como osos polares y los pingüinos.
El museo fue inaugurado el 20 de mayo de 1936.

## Exposiciones fotográficas
- El viaje de Nansen sobre el Océano Ártico y su deseo de esquiar al Polo Norte, así como el accidente ocurrido con el dirigible Italia, que partió de Svalbard en 1928, que frustró su viaje de regreso, después de llegar al Polo Norte.
- La expedición de Sverdrup a Groenlandia, descubriendo más de 200 000 kilómetros cuadrados de tierra no cartografiada.
- El viaje de Amundsen al Polo Sur, al Paso del Noroeste y su deseo de llegar al Polo Norte.

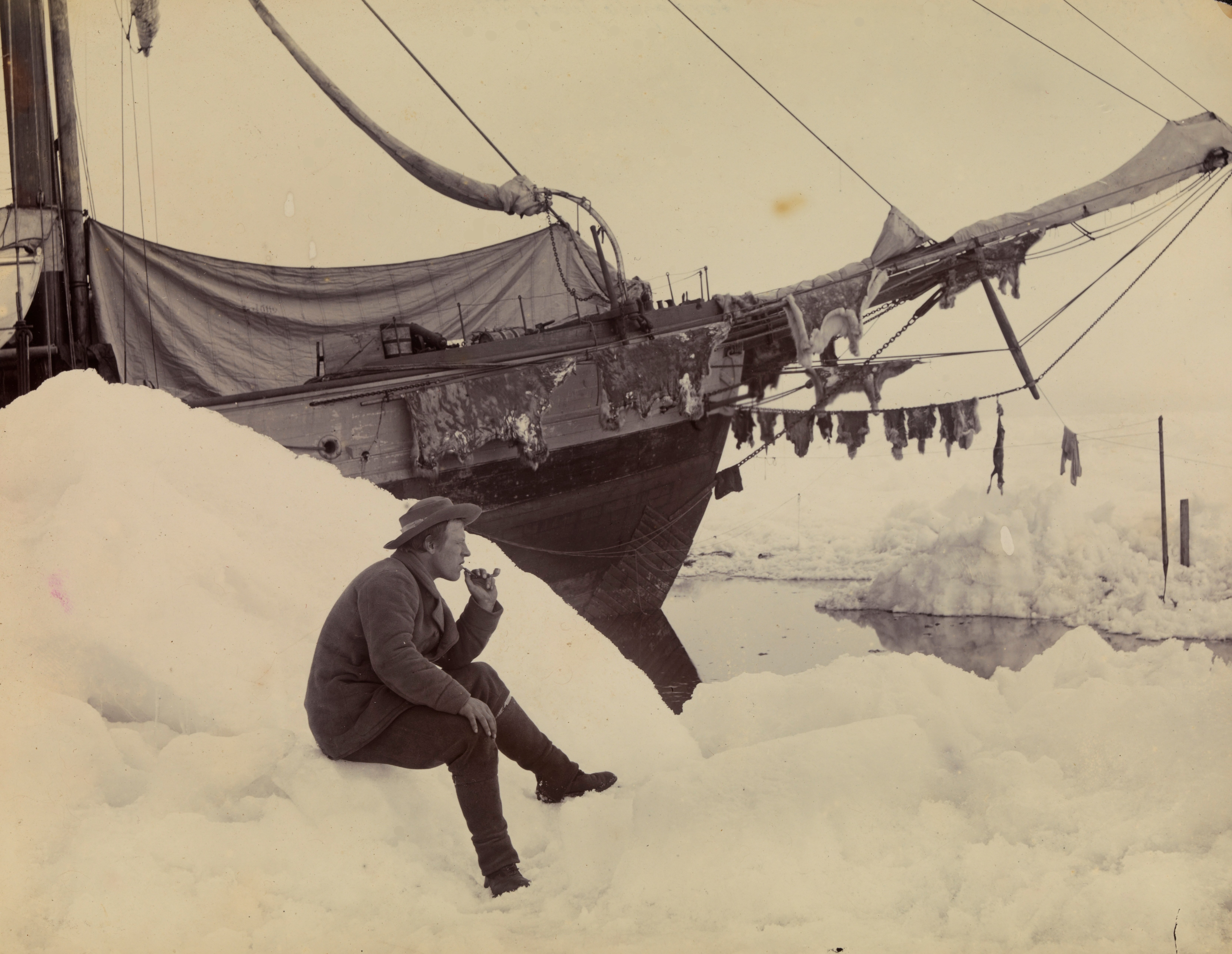
Frammuseet: Fridtjof Nansen sentado al frente del Fram.

- Datos: Q941250
- Multimedia: Fram museum / Q941250